# Drets dels animals
Els drets dels animals són corrents de pensament i al moviment que sostenen que els animals no humans son subjecte de determinats drets. El rang de Drets concedits als animals varia molt segons l'entorn cultural, i van des de no reconèixer-ne cap, i que es pugui utilitzar els animals segons plagui a l'home, fins als exigits pels defensors dels drets dels animals, que acostumen a ésser el dret a la vida, la llibertat i a la integritat corporal, tradicionalment reconeguts només en els humans. Els drets dels animals són un tema controvertit, pel fet que no existeix consens sobre aquests, ni acords internacionals referent a això. Els drets dels animals són objecte d'examen en dos àmbits: l'àmbit moral i l'àmbit legal.

## Àmbit moral

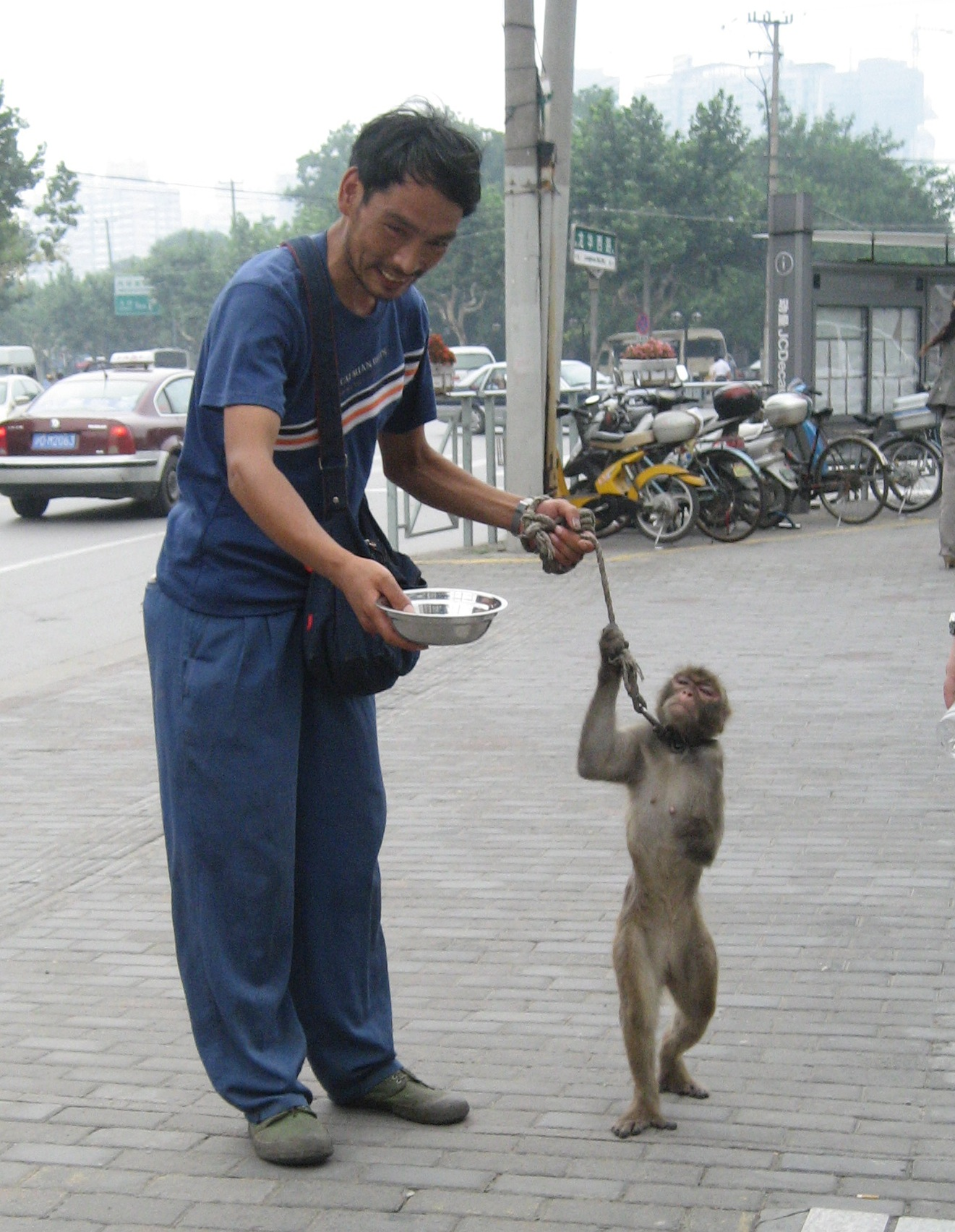
Un home subjecta a un mico amb una corda al voltant del coll

Al generalitzar sobre els drets dels animals se solen considerar aquells estudis sobre els animals que demostren que són autònoms, conscients d'allò que els envolta, tenen la capacitat fisiològica de sentir dolor i plaer, que comparteixen tots els animals que disposen de sistema nerviós central, poden comunicar-se, posseeixen memòria i són capaços d'aprendre, i molts tenen personalitats diferenciades entre els congèneres de la seva mateixa raça, entre moltes altres característiques.
La filosofia dels defensors dels drets dels animals parla de respectar els interessos de tots els animals i no de regular la manera en què són explotats.
Defensors dels drets animals consideren que no és just seguir explotant-los per alimentar-se (dieta càrnia i de derivats lactis, ous i mel), per a diversió (caça, curses de braus), per a investigació (experimentació en animals), o per a proporcionar vestimenta i complements (pell, cuir, llana i seda).
Ja des de l'antiga Roma s'ha considerat als animals com simples béns, tradició que han heretat les cultures occidentals modernes i que ha quedat reflectida en la legislació actual. Hi ha qui sosté que tots els gestos suposadament de sensibilitat dels animals no són més que deficiències de llenguatge científic, que preten que els animals tenen tals o quals característiques (pròpies dels humans), però en realitat s'hauria d'anomenar d'altra manera. No obstant això, existeixen aclaparants proves científiques que avalen com ens assemblem els éssers amb sistema nerviós central en la rellevant característica d'experimentar sensacions.
Richard A. Posner diu que la bondat humana s'explica per voler ajudar els pareguts als humans, incloent els propis humans i els animals amb cares humanoides (com el koala i el gos).

## Àmbit legal

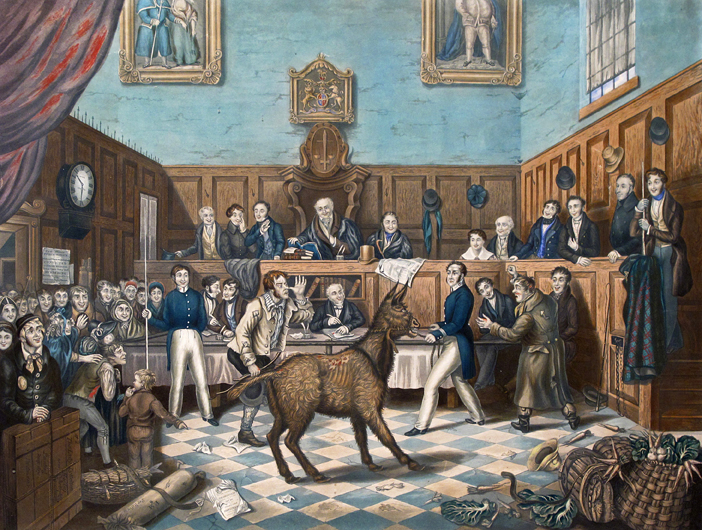
Pintura del Trial of Bill Burns, primer judici que es coneix al món que va jutjar la crueltat amb un animal

Existeixen grups de persones que opinen que als animals els són negats drets bàsics. Aquests grups sostenen que durant segles, s'ha considerat que els animals han existit amb l'única finalitat de ser utilitzats en benefici humà. Afirmen que quan es dissenyen lleis que fan referència als animals, aquestes se centren en la utilitat que puguin tenir aquests animals per a les persones, i no en els seus interessos. Per als grups que defensen els animals més enllà de la convenció, això és insuficient. Argumenten que és necessari donar als altres animals uns drets que travessin les barreres de l'antropocentrisme. Se sol dir que cap d'aquests grups tenen en consideració que els drets, entesos com el que són, drets subjectius, tenen com a característica la seva exigibilitat enfront dels poders o particulars que els lesionin, i difícilment es pot esperar que un animal reclami un dret. Per tant, opinen que uns altres han d'exigir-los per ells.
Alguns grups de Drets Animals sol·liciten l'abolició de tot ús o explotació d'animals, proposant que haurien de deixar de ser considerats com propietats i passar a ser individus els interessos dels quals han de ser respectats i defensats. Argumenten com un símil l'esclavitud humana, en la qual els esclaus no tenien drets a causa del fet que eren considerats com propietats que podien ser comprades o venudes. Equiparen que amb l'abolició de l'esclavitud humana es va reconèixer que aquells individus que havien estat explotats i sotmesos eren subjectes de dret. Els Drets Animals van lligats a la idea que no és just discriminar als individus en funció de la seva espècie (especisme), igual que avui dia s'accepta la injustícia del racisme i del sexisme. Els grups de Drets Animals manifesten que inclouen els drets humans, al considerar-la una espècie animal més; que es reclama és que els interessos de tots els animals siguin respectats sense cap discriminació. Sostenen els grups pro defensa dels drets dels animals que cap animal ha nascut per viure privat de llibertat (camps de concentració, granges, laboratoris, piscifactories, circs, zoològics, aquaris, gàbies, terraris, entre altres) ni per a donar-los la mort (escorxadors, vaixells pesquers, indústries pelleteres).
Això òbviament ensopega amb la falta d'acció, en sentit jurídic, per part dels animals. Els animals no podrien ser titular de dret perquè per si mateixos no tenen manera de posar en moviment la jurisdicció per fer valer una pretensió. La gran diferència amb els esclaus de temps antics és la capacitat de llenguatge, entès aquest com a parla humana, sigui mitjançant signes o paraules: l'esclau podia comunicar-se, i a l'abolir-se l'esclavitud, va poder (almenys tractar de) fer valer els seus drets. D'altra banda, els drets subjectius comporten un interès, com per exemple l'interès per viure i l'interès d'evitar el dolor, de fet, la mateixa concepció mateixa d'un dret subjectiu és un acte lingüístic, pel qual es constitueix una relació jurídica (com drets subjectius públics i com drets subjectius privats).

## Els animals com a propietat humana
Alguns pensadors, com per exemple Gary Francione, creuen que amb un canvi lleu en la legislació no n'hi hauria prou per dotar de drets els animals. Afirmen que els interessos dels propietaris d'animals sempre estaran per damunt dels interessos dels animals. Per això, defensen que la solució passa per donar als animals la llibertat de no pertànyer a ningú més que a si mateixos, evitant l'especisme.
Per altra banda, els animals són considerats, ja des dels antics romans, com a béns amb capacitat de moure's per si mateixos. Hi ha qui diu que els animals mai no podran ser titulars de drets, però aquest plantejament és contradictori perquè fetus, nadons i discapacitats psíquics tampoc no poden exigir els seus drets davant d'un tribunal i, malgrat això, se'ls dona drets pel simple fet de pertànyer a l'espècie humana, és a dir, per un raonament especista. Hom pensa que el que sí que es pot fer és limitar la capacitat de disposició del propietari de l'animal, com a part de la funció social de la propietat.

## Activisme
A la teoria política animalista s'hi incorpora el debat de l'abolicionisme o extincionisme, a la qual els autors D and K s'hi han oposat.